# Atraulia
Atraulia is een nagar panchayat (plaats) in het district Azamgarh van de Indiase staat Uttar Pradesh. 

## Demografie
Volgens de Indiase volkstelling van 2001 wonen er 11.302 mensen in Atraulia, waarvan 53% mannelijk en 47% vrouwelijk is. De plaats heeft een alfabetiseringsgraad van 61%. 